# Maska działa

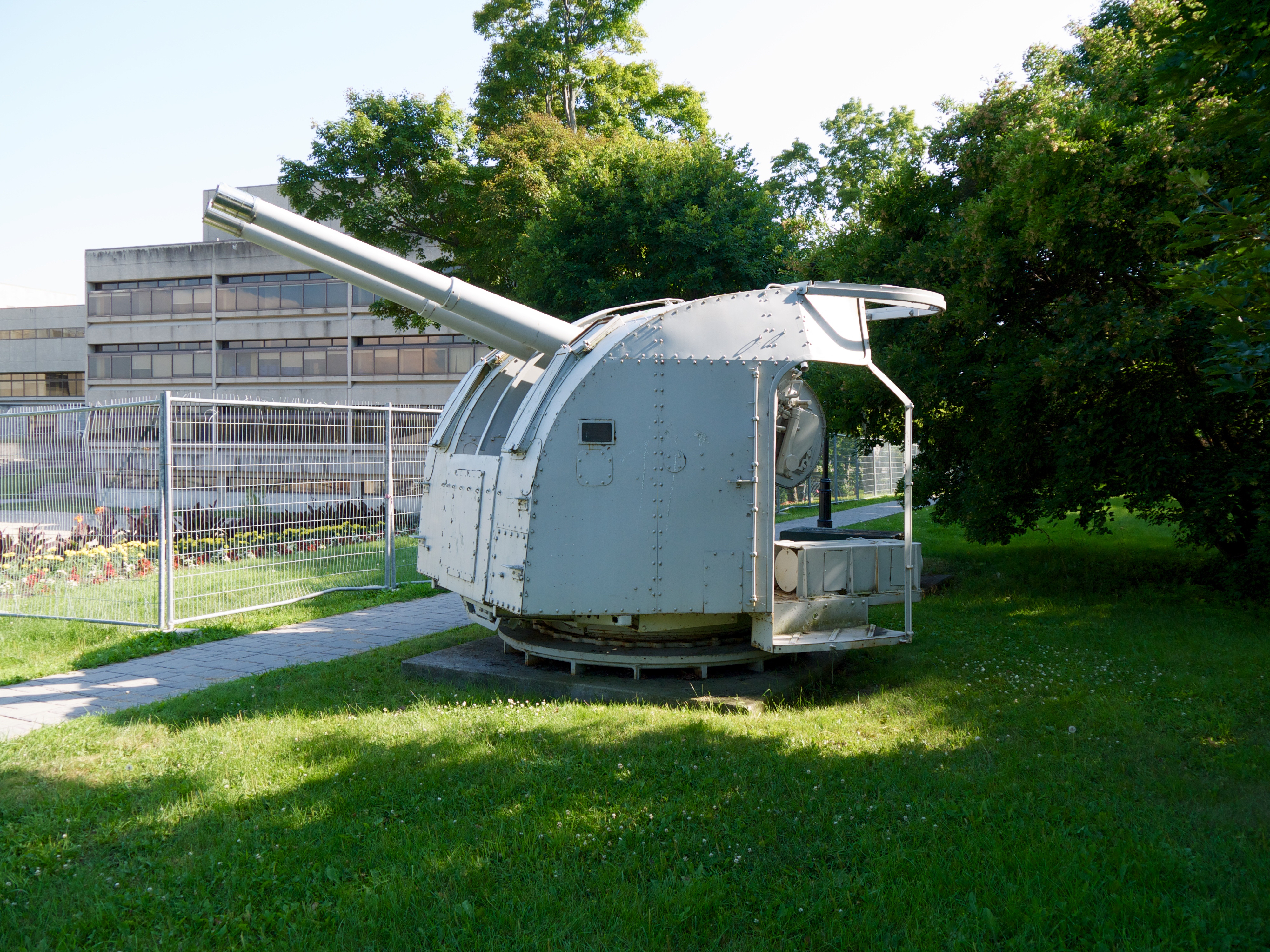
Maska dla dział na podwójnej podstawie

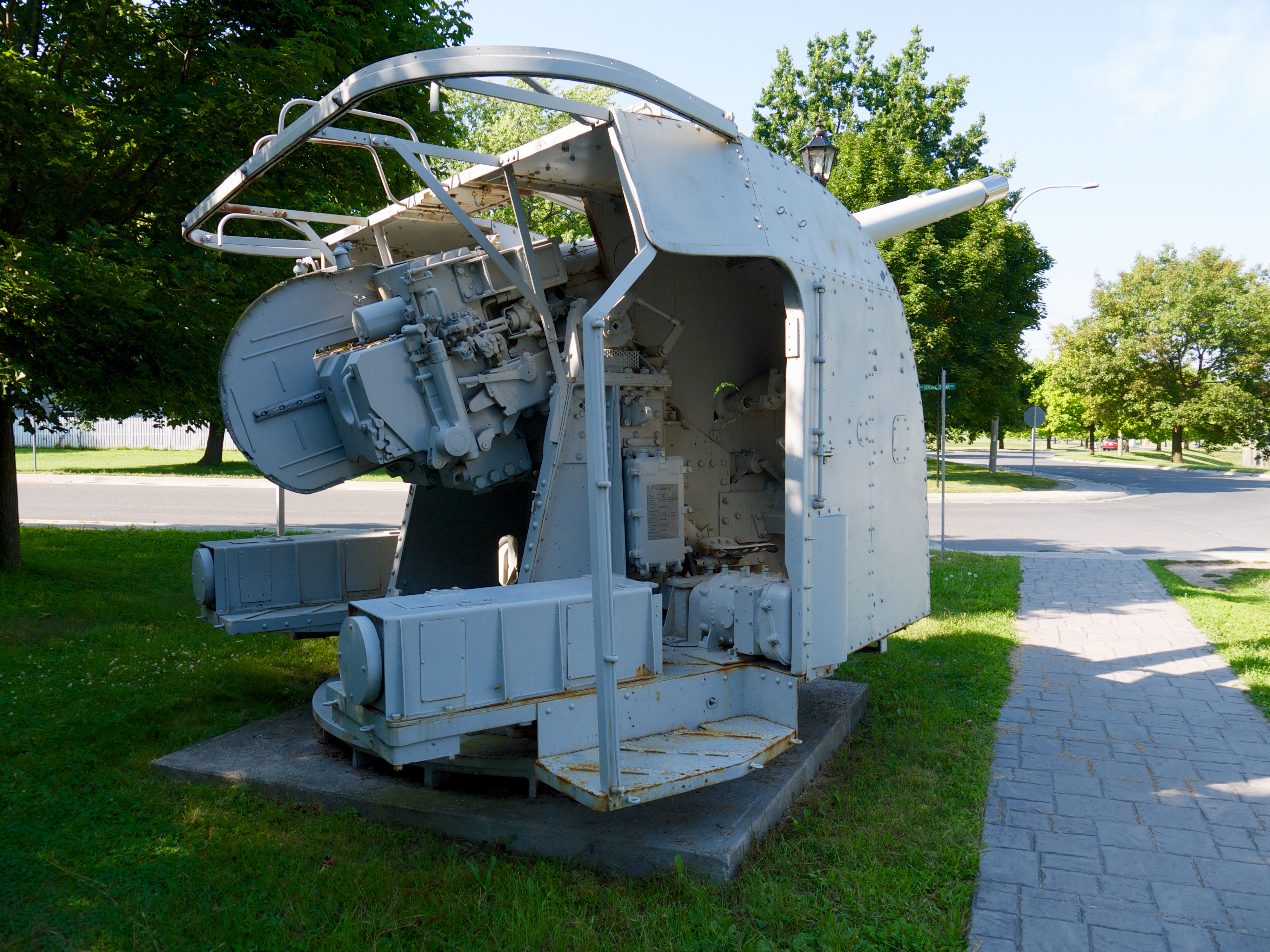
Ta sama podstawa od tyłu, widać otwartą konstrukcję (w odróżnieniu od zamkniętej wieży)

Maska działa – osłona chroniąca załogę działa przed pociskami (małego kalibru) i odłamkami, czasem też przed warunkami atmosferycznymi. Maski wykonywane są ze stali pancernej (dla dział średniego i dużego kalibru) lub ze stopów aluminium albo mas plastycznych (dla mniejszych dział). Kształt i wielkość maski zależą od zautomatyzowania obsługi działa.